# Sebastià Gelabert i Riera
Sebastià Gelabert i Riera   (Manacor, 25 de novembre de 1715 - Manacor, 22 d'abril de 1768), popularment conegut com a «Tià de sa Real», fou un glosador, dramaturg i poeta popular mallorquí, pagès de professió. A més de la seva destresa com a glosador, es guanyà gran renom com a endeví. Es conserven diverses obres seves, principalment reculls de gloses, entremesos i comèdies religioses. La seva popularitat el portà a esdevenir un personatge llegendari dels contes populars mallorquins, fenomen esdevingut en molt poc temps, entre la seva mort i l'aparició dels relats fantasiosos, i que dificulta molt l'estudi de la seva biografia.

## Biografia
Era fill de Jaume Gelabert i Praxedis Riera, pagesos jornalers de poca cultura. D'infant estigué amb la seva família a la possessió de sa Real (actualment al terme de Sant Llorenç del Cardassar, llavors integrat dins Manacor), d'on prové el seu malnom. Ja de ben jove es guanyà molta de fama amb la seva gran habilitat per versificar, cosa que el convertí en un glosador de renom. A més, la seva tendència als vaticinis i els prodigis li guanyaren fama de bruixot, que arribà a inquietar la Inquisició fins al punt d'interrogar-lo i examinar-ne les obres.
El 1744 es casà amb Elisabet Riera, amb la qual tengué cinc fills, dels quals en sobrevisqueren tres.
La seva gran fama escampà un gran nombre d'anècdotes i històries fantàstiques sobre la seva vida que no permeten discernir el relat inventat de la veritat biogràfica:
| «                                                            | Era d'una casta d'homo que com ell només en neix un cada cent anys, i casi mai sura. – Ell surà, però no poria esser ric. En tenir més de quaranta sous, se posava malalt ell o sa dona o ets infants. Si hagués sembrat damunt pedres hauria coïda bona anyada. Deia que sa seva sort era per mar, però trobava que la mar era un camí massa fluix, que fa forat i tapa.- Endevinava ses coses que havien de succeir, veia lo que passava aonsevulla sense esser-hi, i feia unes coses que eren just i fet miracles.- El donaven per bruixot, pro ell no era cap mal homo sinó molt compost i de déu. No se n'allunyava gens de l'Església. | » |
| — Aplec de rondalles mallorquines d'en Jordi des Racó, tom V | |   |

## Obra
Teatre
- Teatre hagiogràfic
  - Vida de la verge y màrtir Santa Barbara: Comedia nova en tres jornades i en vers precedida de un prolech. (teatre hagiogràfic)
  - Comedia de sant Antoni de Viana en tres jornades.
  - Comèdia del gloriós martir Sant Sebastià en tres jornades.
- Teatre històric
  - Vida del famós mariner català Pere belmar, a modo de dialogo.
- Entremesos
  - Entremès del jovensà i la jaia
  - Entremès de mosson Pitja, home d'edat cumplida
  - El pages i el misser mut

Gloses
- Descripció de la temporada del añ 1744 y siguients fins a 1750[7] (gloses narratives)
- Carta d'amor (poema amorós)
- Combats de picat (mostres esparses)

### Edició
L'Ajuntament de Manacor edità entre 1981 i 1985 l'obra completa de Sebastià Gelabert en quatre volums, a la col·lecció literària municipal que porta el seu nom, Tià de sa Real, a cura de Jaume Vidal Alcover, que en feu un estudi preliminar.
Tià de sa Real no publicà les seves obres en vida; la major part s'han editat a partir d'edicions manuscrites, que ja documenta Bover. El 1846, però, gairebé cent anys després de la seva mort, es publicà un aplec de gloses, Descripció de la temporada del añ 1744 i siguents fins a 1750, imprès per Esteve Tries i d'editor no indicat.

### Llengua literària
La llengua de Tia de sa Real és la pròpia de la decadència literària final del català: conservadora en els temes, entroncats amb la Llegenda Àuria medieval en el teatre religiós; barroca en la forma, però sense artifici escènic; i castellanitzada en el lèxic. En tot cas, s'ha de tenir present la manca de referents de literatura culta en la llengua pròpia i l'esforç de cercar un registre elevat, almenys en les obres hagiogràfiques, per part d'una persona que no devia haver tengut una formació cultural significativa. Així mateix, en la seva obra es pot copsar la voluntat de disposar de registres literaris distints segons la intenció literària, elevat en el teatre religiós, formal en els glosats llargs i dialectal en els combats de gloses, exempts de castellanismes, que són de gran interés per a la història de la llengua. Així mateix, cal destacar la capacitat d'improvisació, l'enginy i la fluïdesa, que devien ser els fonaments de la popularitat del personatge.